# 霜天蛾
霜天蛾（学名：Psilogramma menephron）也称泡桐灰天蛾、梧桐天蛾、灰翅天蛾，是鱗翅目天蛾科的一种，成虫翅长45～65毫米；胸部背板两侧及后缘有黑色纵条及黑斑一对；腹部背线棕黑色，其两侧有棕色纵带；前翅灰褐色，中线棕黑色，呈双行波状；后翅棕色。老熟幼虫体长75～96毫米，头部椭圆形，淡绿色；身体黄绿色，前胸背板上有7、8排横列的白色颗粒。蛹长48～51毫米，为红褐色。

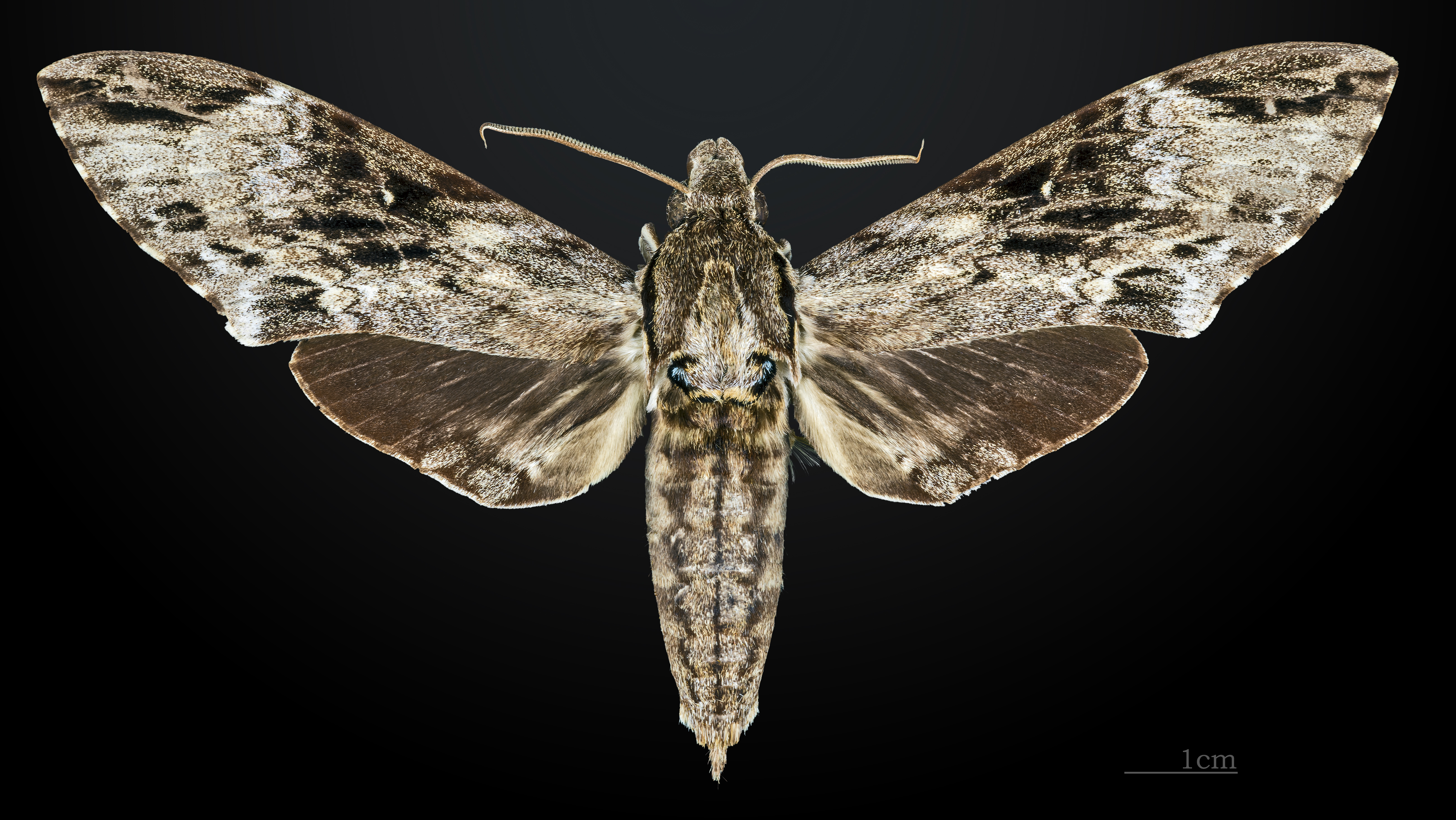
♂
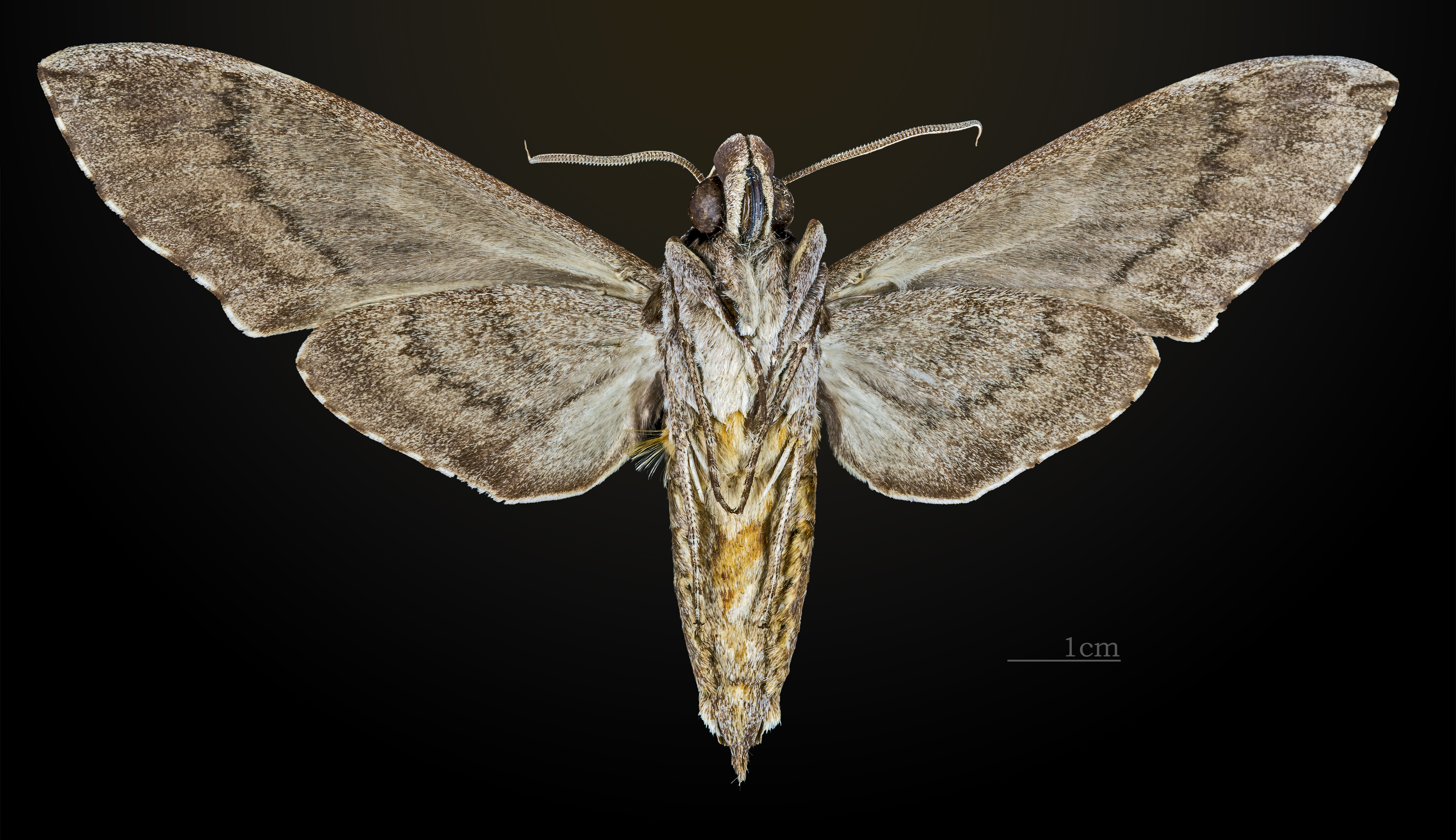
♂ △
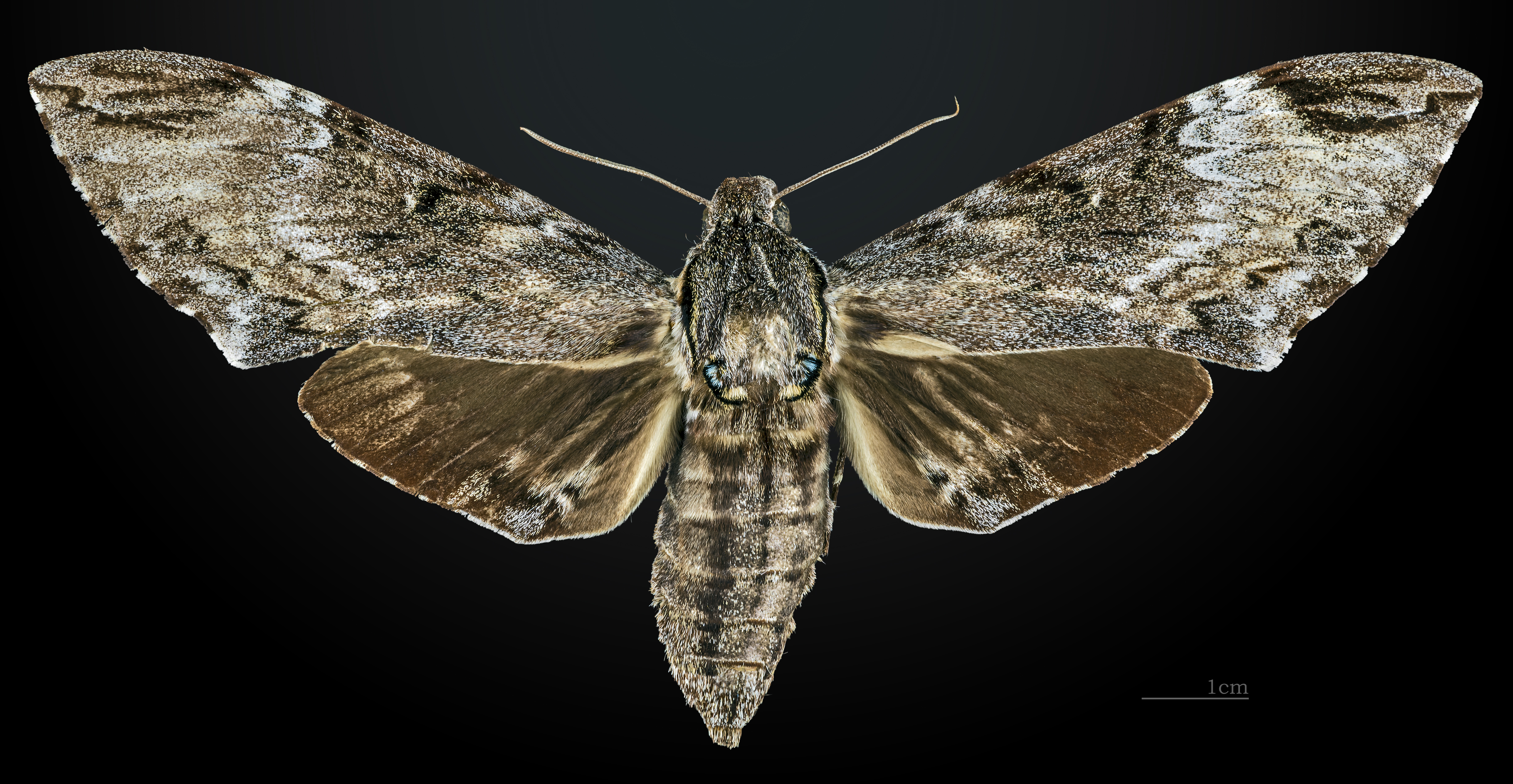
♀
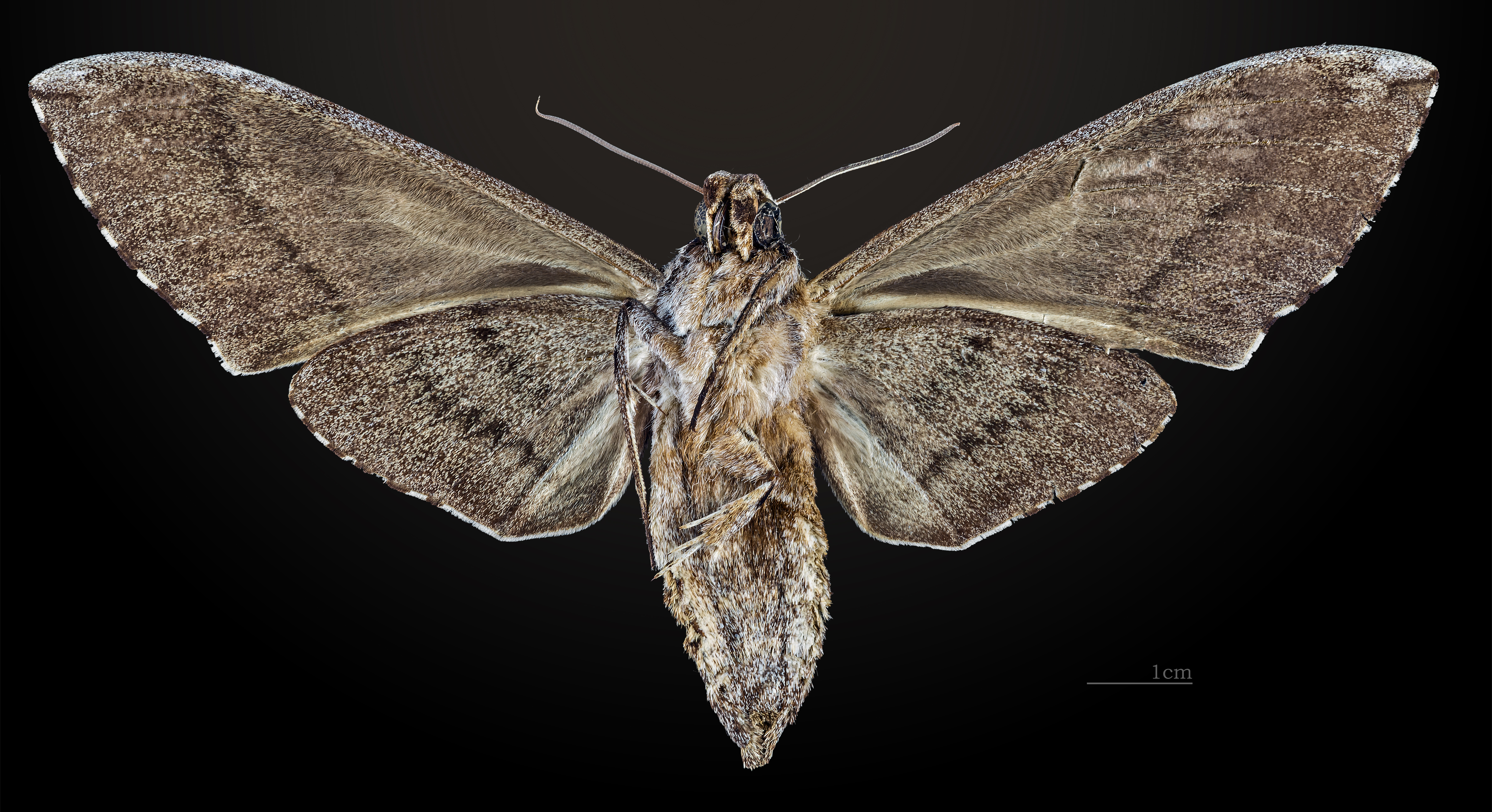
♀ △
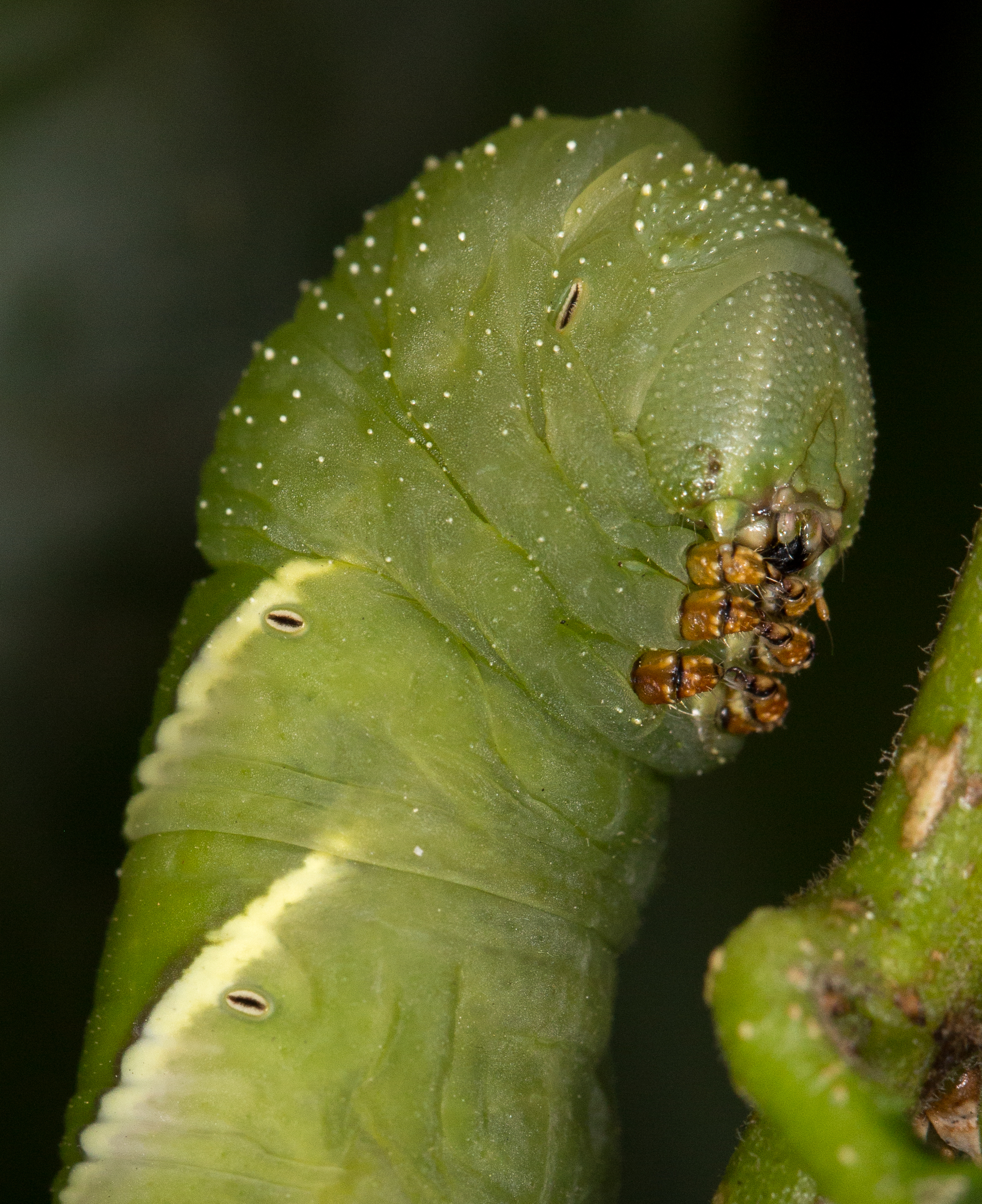
雪尼尔

霜天蛾每年发生1～3代，以蛹在土室过冬；成虫散产卵于寄主叶部，每处一粒。以丁香、梧桐、女贞、梣树、泡桐、牡荆、梓树、楸树、水蜡树等植物为寄主。分布于中国、朝鲜半岛、日本、印度、斯里兰卡、缅甸、菲律宾、印度尼西亚及大洋洲等地。